# Pinal de Amoles
Pinal de Amoles é um município do estado de Querétaro, no México. Fica localizado 182km. ao norte da cidade de Querétaro, tem cerca de 25.325 habitantes, e é a cabeçeira do município de mesmo nome. Tem uma área de 705,3 kmª que representa 6,1% da área total do estado. Faz parte da região da Sierra Gorda no altiplano queretano.